# دهستان کیش
دهستان کیش، یکی از دهستان‌های بخش کیش شهرستان بندر لنگه در استان هرمزگان ایران است. مرکز این دهستان، شهر کیش است.

## جمعیت
بر پایه سرشماری عمومی نفوس و مسکن در سال ۱۳۹۵، جمعیت دهستان کیش برابر با ۱۹۱ نفر بوده است.